# Iwan Charytonenko

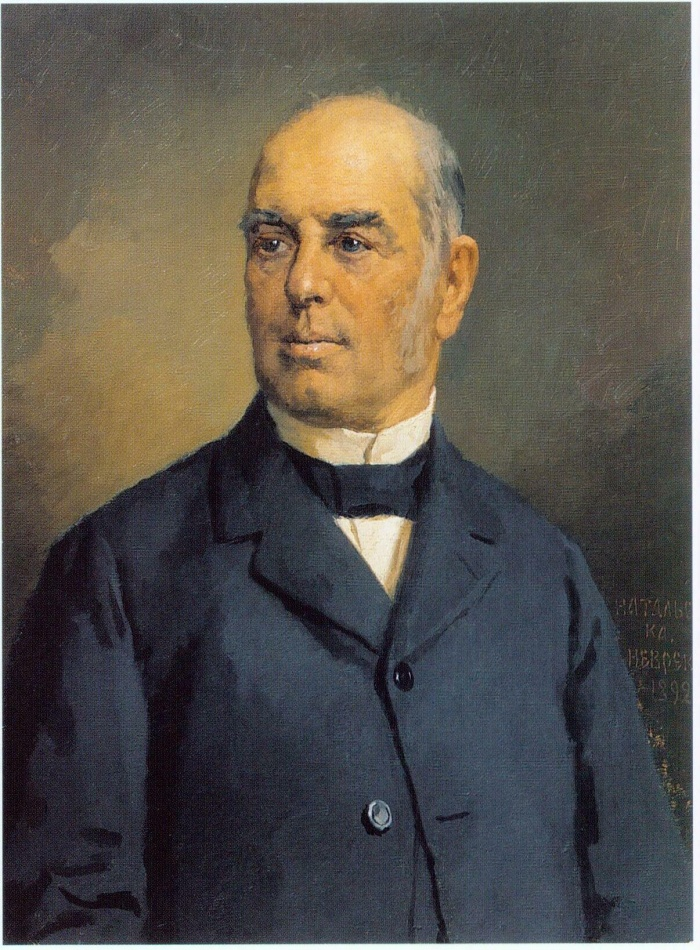
Iwan Herassymowytsch Charytonenko (Nikolai Wassiljewitsch Newrew, 1892, Tretjakow-Galerie)

Iwan Herassymowytsch Charytonenko (ukrainisch Іван Герасимович Харитоненко, russisch Иван Герасимович Харитоненко Iwan Gerassimowitsch Charitonenko; * 25. Septemberjul. / 7. Oktober 1820greg. in Nyschnja Syrowatka; † 30. Novemberjul. / 12. Dezember 1891greg. in Sumy) war ein ukrainisch-russischer Unternehmer, Zuckerfabrikant und Mäzen.

## Leben
Charytonenkos Vater Herassym Omeljanowytsch Charytonenko war ein Kosak in Nyschnja Syrowatka mit 10 Kindern, von denen 5 früh starben. Der Vater wurde 1839 Gemeindevorsteher und 1849 Kaufmann der 3. Gilde in Sumy. Iwan Charytonenko besuchte nur die dörfliche Pfarrgemeindeschule und wurde dann Lehrling bei den Kursker Kaufleuten Chudokormow und Gladkow.
1850 begann Charytonenko einen eigenen Spezereiwarenhandel in Sumy. Er engagierte sich im Zuckerhandel und kaufte bei den lokalen Zuckerfabrikanten Zucker für die St. Petersburger Kaufmann-Brüder Grigori und Stepan Petrowitsch Jelissejew. Darauf begann er Ländereien für den Zuckerrübenanbau zu kaufen und von weniger erfolgreichen Unternehmern, darunter Fürst Golizin in Slawgorod bei Sumy und Graf Kleimichel im Gouvernement Kursk, Zuckerfabriken zu kaufen oder zu pachten, die er dann modernisierte. 1862 wurde er Kaufmann der 2. Gilde in Sumy und 1863 Kaufmann der 1. Gilde. Er war nun als Zuckerkönig bekannt mit 40.000 Dessjatinen Land in den Gouvernements Charkow, Kursk, Tschernigow und Poltawa. 1872 wurde ihm durch Beschluss des Regierenden Senats mit seiner Frau Natalja Maximowna geborene Leschtschinska und seinem Sohn Pawlo die erbliche Ehrenbürgerwürde verliehen. Er wurde 1876 Kommerzienrat, 1885 Staatsrat (5. Rangklasse) und 1886 Wirklicher Staatsrat (4. Rangklasse). Er war 1867–1873 Stadtoberhaupt von Sumy und 1865–1886 stimmberechtigter Abgeordneter im Gouvernement Charkow.
1872 erwarb Charytonenko ein Landgut in Krasnaja Jaruga. 1873 baute er dort eine Zuckerfabrik mit neuester Technik. Auch ließ er sich ein neues Herrenhaus bauen. Er erhielt eine Medaille 1. Klasse auf der Weltausstellung Philadelphia 1876, eine Goldmedaille auf der Weltausstellung Paris 1878, ein Ehrendiplom auf der Exposition internationale de Nice 1884, eine Goldmedaille auf der Weltausstellung Antwerpen 1885 und die höchste Auszeichnung auf der Weltausstellung Paris 1889. 1890 war er eines der führenden Mitglieder des Raffineriesyndikats der russischen Zuckerfabrikanten.
Neben seiner Geschäftstätigkeit trat Charytonenko als großzügiger Wohltäter auf. Für den Bau eines Kinderheims in Sumy gab er 90.000 Rubel und stellte ein Kapital von 150.000 Rubel für den Unterhalt des Heims zur Verfügung. Für den Bau eines Wohnheims für Studenten der Universität Charkow gab er 100.000 Rubel und für den Bau einer Kirche in Syrowatka 70.000 Rubel. Den verwaisten Familien seiner Angestellten zahlte er großzügige Pensionen. Er organisierte die kostenlose medizinische Hilfe für die Armen in Sumy. Mit Hilfe der Pfarrer verteilte er bis zu 200 Rubel monatlich an die Armen. Er spendete viel für Bildungseinrichtungen und karitative Einrichtungen. Der Universität Charkow stellte er 1885 ein Kapital für 20 Stipendien mit je 300 Rubel jährlich zur Verfügung. Einem künftigen Kadettenkorps in Sumy vermachte er seine Datsche und 500.000 Rubel.
Charytonenkos Grab befindet sich auf dem städtischen Zentralfriedhof neben der Peter-und-Paul-Kirche in Sumy mit einem Grabdenkmal des französischen Bildhauers Aristide Croisy. 1891 beschloss die Stadtduma von Sumy, ein Denkmal für Charytonenko in der Stadt aufzustellen. Das Denkmal von Aristide Croisy und Alexander Michailowitsch Opekuschin wurde 1899 eingeweiht. Nach der Oktoberrevolution wurde das Denkmal 1924 abgebaut und erst 1996 von dem Bildhauer A. A. Iwtschenko wieder hergestellt und auf dem alten Platz aufgestellt.